# Fissura (abstinência)
Fissura ou desejo (em inglês:  craving) é um impulso psicológico durante a síndrome de abstinência que causa forte vontade de consumir droga após a interrupção do consumo desta. Esta substância pode ser álcool, tabaco ou outras drogas.

## Duração
A duração da fissura após a interrupção varia amplamente de acordo com as drogas que causam dependência. Por exemplo, na cessação tabágica, um alívio considerável é alcançado aproximadamente em 6 a 12 meses. Porém, os sentimentos de fissura ou desejo podem reaparecer temporariamente, mesmo depois de muitos anos após a cessação.
A fissura pode ser desencadeada por gatilhos, como ver determinados objetos ou experienciar momentos que remetam à droga ou ao uso desta. Esse fenômeno, chamado de síndrome pós-abstinência aguda, pode ter duração crônica para algumas drogas. Para a síndrome de abstinência alcoólica, a condição melhora gradualmente ao longo de um período de meses ou, em casos mais graves, pode se estender por anos.